# ハミルトン・スミス
ハミルトン・オサネル・スミス（Hamilton Othanel Smith、1931年8月23日 - ）はアメリカ合衆国の微生物学者。
ニューヨーク市生まれ。University Laboratory High School of Urbana, Illinoisを卒業後、イリノイ大学アーバナ・シャンペーン校に入学するが、1950年にカリフォルニア大学バークレー校に移り、1952年に数学でB.A.を取得。1956年にジョンズ・ホプキンズ大学にて医学の学位を取得。
1978年にダニエル・ネーサンズ及びヴェルナー・アーバーと共にタイプII制限酵素の発見により、ノーベル生理学・医学賞を受賞した。
彼はその後ゲノミクスの初期の中心人物となり、1995年、ゲノム科学研究所（The Institute for Genomic Research：TIGR）の彼のチームは、初めて微生物（インフルエンザ菌，インフルエンザウイルスではないことに注意）のゲノムの配列を決定した。

## 主な受賞歴
- ノーベル生理学・医学賞（1978年）
- アストゥリアス皇太子賞学術・技術研究部門（2001年）